# Rotonda delle Persone Illustri
La Rotonda delle Persone Illustri (in precedenza Rotonda degli uomini Illustri, in spagnolo Rotonda de las Personas Ilustres) nel cimitero civile di Panteón de Dolores, creato nel 1872, si trova nella delegazione Miguel Hidalgo di Città del Messico. Vi riposano i resti di quanti abbiano dato importanti contributi alla storia del Messico. In particolare gli eroi nazionali e i cittadini messicani che si sono distinti in vari ambiti: militare, civile o culturale.

## Messicani nella Rotonda

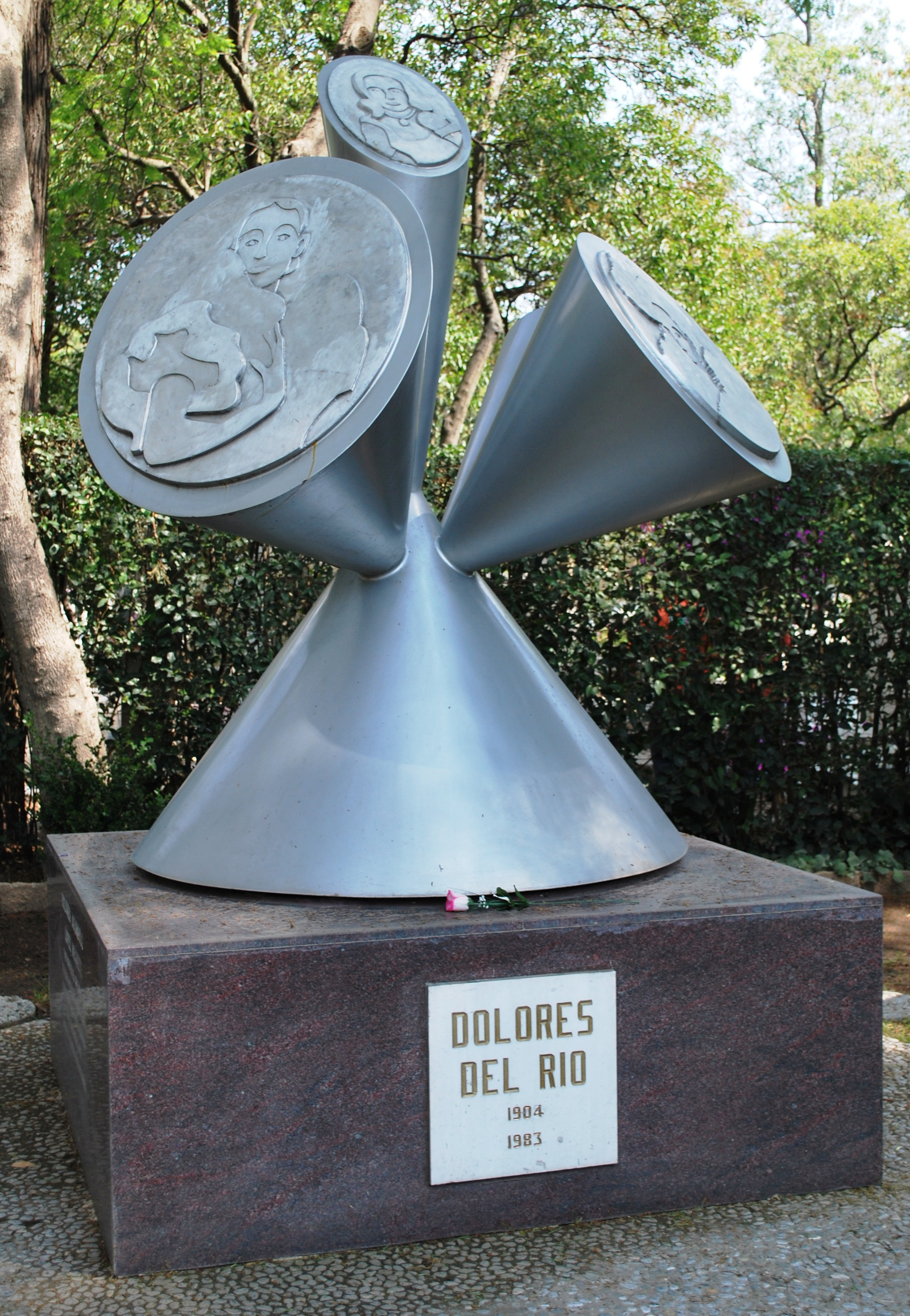
La tomba di Dolores del Río

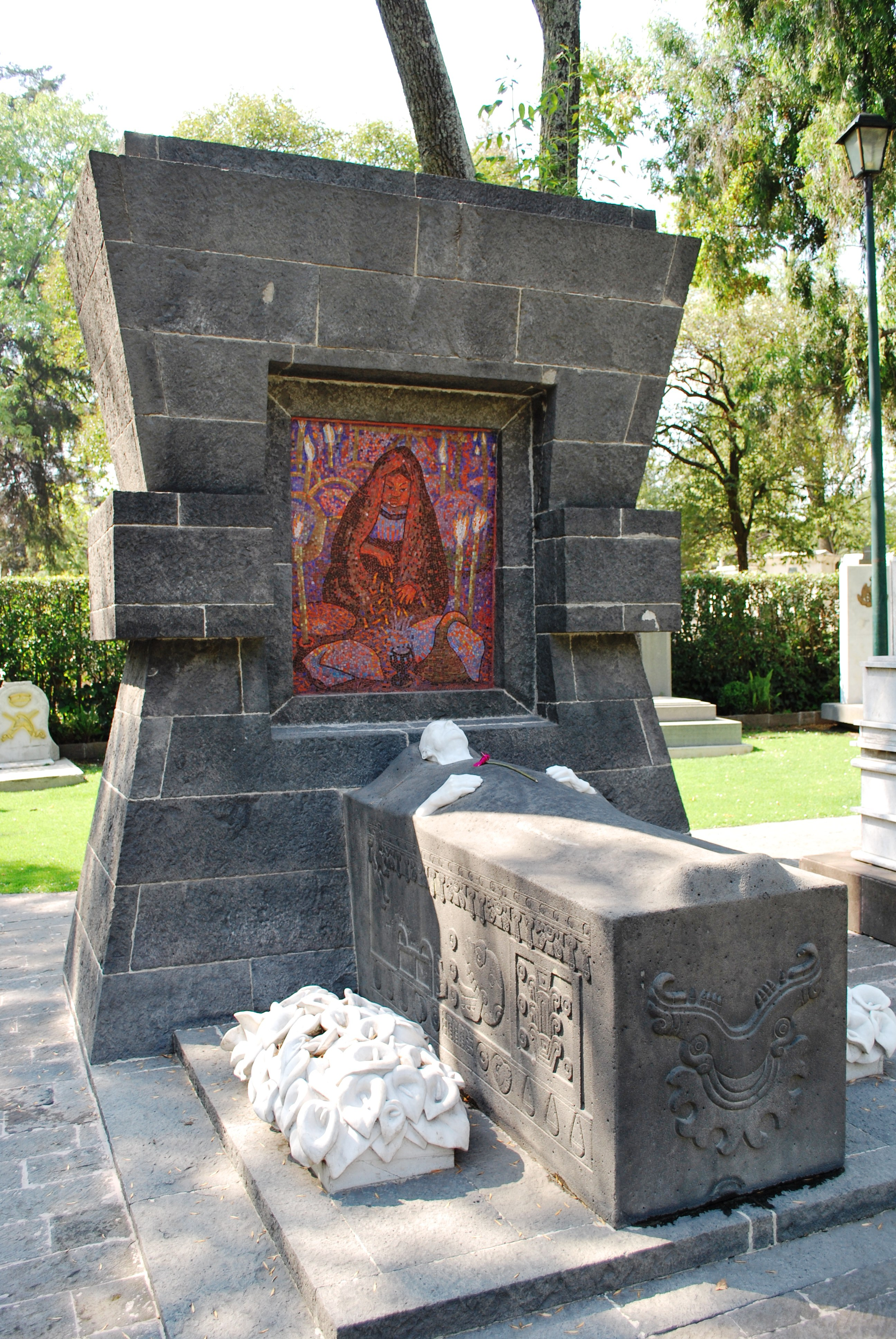
La tomba di Diego Rivera

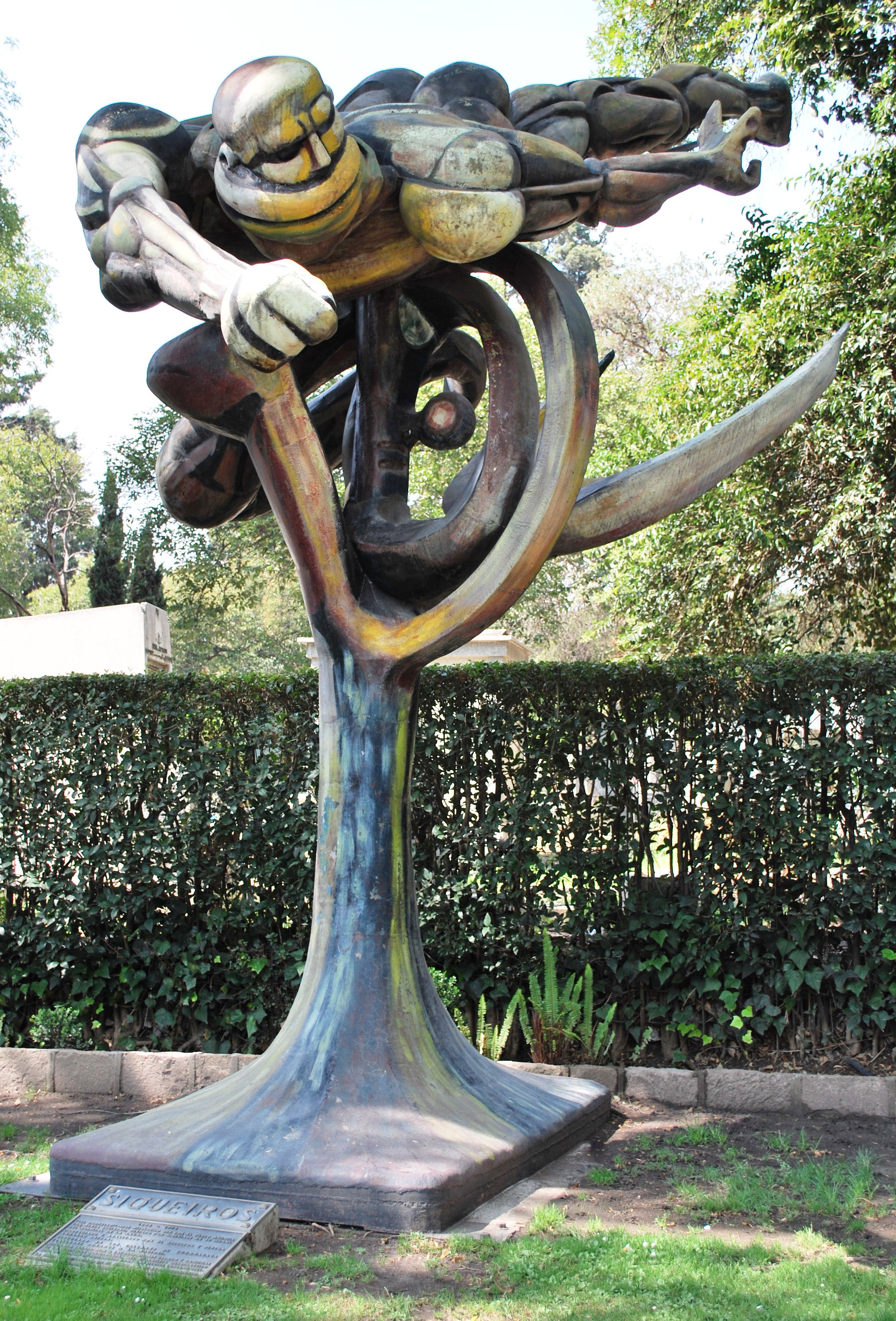
Tomba di David Alfaro Siqueiros

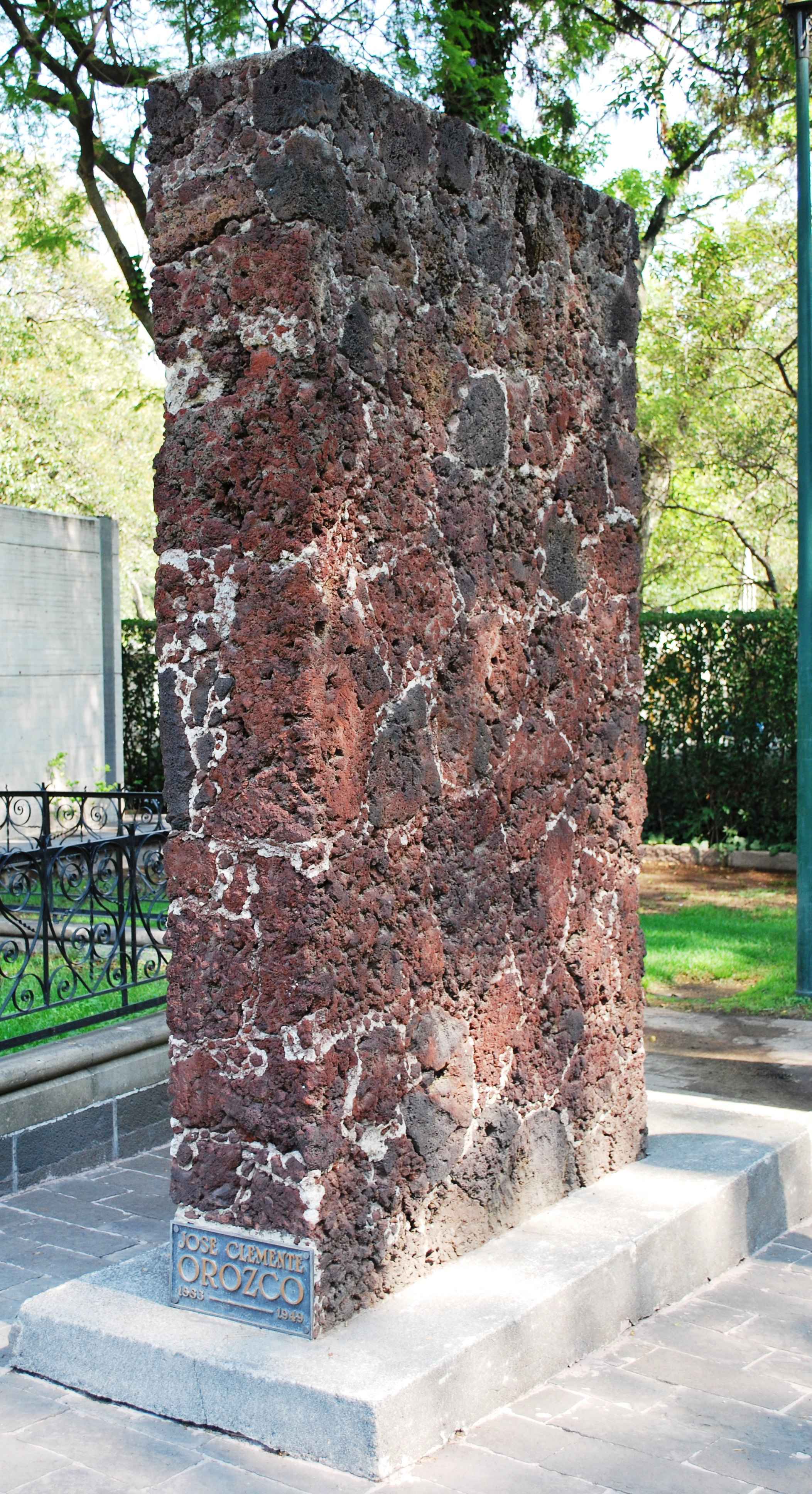
Tomba di José Clemente Orozco

- Ignacio Manuel Altamirano
- Juan Álvarez
- Eligio Ancona
- Agustín Aragón
- Mariano Arista
- Ponciano Arriaga
- Manuel Azpiroz
- Mariano Azuela
- Basilio Badillo
- Joaquín Baranda
- Gabino Barreda
- Felipe Berriozábal
- Calixto Bravo
- Emilio Carranza
- Nabor Carrillo
- Julián Carrillo
- Alfonso Caso
- Antonio Caso
- Rosario Castellanos
- Heberto Castillo
- Cesáreo Castro
- José Ceballos
- Francisco Javier Clavijero
- Diódoro Corella
- Carlos Chávez
- Santos Degollado
- Juan José de la Garza
- Manuel de la Peña y Peña
- Dolores del Río
- Francisco Díaz Covarrubias
- Salvador Díaz Mirón
- Mariano Escobedo

- Genaro Estrada
- Virginia Fábregas
- Ricardo Flores Magón
- Valentín Gómez Farías
- Manuel Gómez Morín
- Manuel González
- Francisco González Bocanegra
- Ignacio González Guzmán
- Enrique González Martínez
- Jesús González Ortega
- Donato Guerra
- Guillermo Haro Barraza
- Agustín Lara
- Sebastián Lerdo de Tejada
- Pedro Letechipia
- Vicente Lombardo Toledano
- Ramón López Velarde
- José María Mata
- Juan A. Mateos
- Ignacio Mejía
- Juan N. Méndez

- José Vicente Miñón
- Francisco Martínez de la Vega
- Tina Modotti
- Francisco Montes de Oca
- Mario Moreno "Cantinflas"
- José María Luis Mora
- Gerardo Murillo (Dr. Atl)
- Miguel Negrete
- Amado Nervo
- Jaime Nunó
- Melchor Ocampo
- Isaac Ochoterana
- Pedro Ogazón Rubio
- Juan O'Gorman
- José Clemente Orozco
- Manuel José Othón
- Carlos Pacheco
- Octavio Paz
- Carlos Pellicer
- Ángela Peralta
- Basilio Pérez Gallardo
- Manuel Ponce

- Guillermo Prieto
- Ignacio Ramírez (El Nigromante)
- Rafael Ramírez
- Carlos Ramírez Ulloa
- Miguel Ramos Arizpe
- Silvestre Revueltas
- Alfonso Reyes
- Vicente Riva Palacio
- Diego Rivera
- Sóstenes Rocha
- Pedro Rodríguez
- Antonio Rosales
- Juventino Rosas
- Arturo Rosenblueth
- Carlos Rovirosa
- Miguel Ruelas
- Moisés Sáenz
- Pedro Sainz de Baranda y Barreiro
- Rosendo Salazar
- Manuel Sandoval Vallarta
- Francisco Sarabia

- Pablo Sidar
- Justo Sierra Méndez
- Jesús Silva Herzog
- David Alfaro Siqueiros
- José Juan Tablada
- Jaime Torres Bodet
- Gregorio Torres Quintero
- Luis G. Urbina
- Francisco L. Urquizo
- Jesús Urueta
- Ignacio L. Vallarta
- Leandro Valle
- Felipe Villanueva
- Agustín Yáñez